# طنة مخططة
طنة مخططة (الاسم العلمي: Tonna sulcosa) (بالإنجليزية: Striped Tun)‏ هي نوع من الحيوانات يتبع جنس الطنة من الفصيلة الطنية